# Nona Gaye
Nona Marvisa Gaye (Washington D. C., 4 de septiembre de 1974) es una cantante, modelo y actriz, hija del cantante Marvin Gaye. Con su expareja Justin Martínez, Gaye tuvo un hijo llamado Nolan, que nació en junio de 1997.

## Carrera profesional
Nona lanzó su primer álbum, Love for the Future, en 1992. El álbum incluía los single "I'm Overjoyed" y "The Things That We All Do For Love". Al año siguiente, Nona fue nombrada una de las 50 personas más bellas por la revista People.
Durante tres años colaboró y fue pareja sentimental de Prince. Durante dicho periodo grabó al menos cuatro canciones con él. Un par de ellas, el "solo" "Snowman" y el dúo "1000 Hugs and Kisses" no se han publicado todavía con la voz de Gaye, si bien la última, bajo el título "1000 X's & O's" sí que vio la luz en 2015 en el álbum HITNRUN: Phase One de Prince, su penúltimo disco antes de morir unos meses después, en abril de 2016. Otro dúo, "Love Sign", se incluyó en el álbum recopilatorio "1-800-NEWFUNK" en 1994, junto a otra canción en la que Prince no intervenía, "A Woman's Gotta Have It". También contribuyó en el tema "We March" del álbum "The Gold Experience", publicado en 1995, y en el tema principal de la banda sonora de la película Girl 6 en 1996.
En el cine destaca su papel como Zee en la segunda y tercera películas de Matrix. Ese papel originariamente estaba adjudicado a la cantante Aaliyah pero falleció en un accidente de avión el 25 de agosto de 2001.
En 2008, tres pistas previamente grabadas por Gaye aparecieron a la venta en AmieStreet.com en forma de EP. El EP se tituló Language of Love y contiene los temas "Quarter To Three" y "Midas Lover", junto con el tema principal.

## Obra

### Discografía

#### Álbumes
- Love for the Future (Third Stone/Atlantic, 1992)
- Language of Love (AmieStreet.com, 2008)

#### Simples
- "I'm Overjoyed" (Third Stone/Atlantic, 1992)
- "The Things That We All Do for Love" (Third Stone/Atlantic, 1993)
- "Love Sign" (dueto con Prince) (NPG, 1994)
- "A Woman has to have it" (1-800-NEW-FUNK) (NPG, 1994)

## Galardones/nominaciones
- Black Reel Awards
  - 2006, Mejor Actriz: The Gospel (nominada)
  - 2002, Best Supporting Actress: Ali (ganadora)
- Image Awards
  - 2004, Outstanding Supporting Actress in a Motion Picture: The Matrix Revolutions (nominada)